# Suzuki Sosaku
Suzuki Sōsaku (鈴木 宗作 (Linh Mộc Tông Tác) sinh ngày 27 tháng 9 năm 1891 - mất ngày 19 tháng 4 năm 1945) là một vị đại tướng trong quân đội Đế quốc Nhật Bản tham gia Thế chiến II.

## Tiểu sử
Sinh ra ở tỉnh Aichi, Suzuki tốt nghiệp khóa 24 Trường Sĩ quan Lục quân (Đế quốc Nhật Bản) vào năm 1912. Sau khi tốt nghiêp khóa 31 Đại học Lục quân (Đế quốc Nhật Bản) năm 1921, ông được gửi tới Đức làm việc từ năm 1922- 1925. năm 1927, ông được thăng chức Đại úy, vào năm sau ông chuyển tới Bộ Nội vụ Quân đội.
Năm 1933, ông tới Đạo quân Quan Đông, Suzuki ở tại Mãn Châu 3 năm làm chỉ huy trưởng Kempeitai; và vào năm 1935, ông lên chức thiếu tá, ông chỉ huy Trung đoàn Bộ binh 4 cho đến năm 1937.
Năm sau, ông thăng chức thiếu tướng và được đề cử làm tham mưu trưởng Phương diện quân Trung tâm Trung Quốc, ông phục vụ trong phương diện quân này cho đến năm 1939.
Sau khi làm việc ở Bộ Tổng Tham mưu Lục quân Đế quốc Nhật Bản, Suzuki được thăng trung tướng vào tháng 3 năm 1941, và trở lại Tập đoàn quân 25 dưới quyền tướng Tomoyuki Yamashita trong tháng 11.
Tập đoàn quân 25 tham gia trong chiến dịch Singapore-Malaysia từ ngày 8 tháng 12 năm 1941 đến ngày 5 tháng 2 năm 1942, trong giai đoạn đầu của cuộc chiến tranh Thái Bình Dương.
Từ năm 1943- 1944, Suzuki được bổ nhiệm làm chỉ huy Tập đoàn quân 35, tru sở chính ở Cebu, nhiệm vụ bảo vệ miền nam Philippin.
Từ ngày 20 tháng 10 năm 1944, quân Mĩ đổ bộ vào Leyte, Suzuki gửi 45.000 quân để đương đầu các lực lượng Đồng Minh, tuy nhiên, với uy thế trên đất liền và trên không, các đơn vị Đồng Minh đã đẩy lùi lực lượng Đế quốc Nhật Bản vào cuối tháng 12. Ngày 25 tháng 12 năm 1944, ông nhân được lệnh rút càng nhiều càng tốt quân để bảo vệ các hòn đảo khác ở niềm nam Philippin. Ngày 24 tháng 3 năm 1945, ông thoát khỏi thành phố Cebu khi lính Mĩ và Philippin đổ bộ lên Cebu ngày 26 tháng 3 năm 1945, ông rút lui vào các ngọn đồi và cố gắng trở thành Mindanao. Thuyền của ông bị tấn công bằng máy bay và ông đã bị giết vào tháng 4 năm 1945. Ông được truy phong đại tướng.

### Sách
- Dupuy, Trevor N. (2006). The Harper Encyclopedia of Military Biography. New York: HarperCollins Publishers. ISBN 0-7858-0437-4.
- Fuller, Richard (1992). Shokan: Hirohito's Samurai. London: Arms and Armor. ISBN 1-85409-151-4.
- Hayashi, Saburo (1959). Kogun: The Japanese Army in the Pacific War. Cox, Alvin D. Quantico, VA: The Marine Corps Association.
- Morison, Samuel Eliot (2002). History of United States Naval Operations in World War II. Vol. 13: The Liberation of the Philippines--Luzon, Mindanao, the Visayas, 1944-1945. University of Illinois Press. ISBN 0-252-07064-X.
- Vego, Milan N. (2006). Battle for Leyte, 1944: Allied And Japanese Plans, Preparations, And Execution. Naval Institute Press. ISBN 1-55750-885-2.